# 回民报
《回民报》（俄语：Хуэймин бо），是发行于吉尔吉斯斯坦的东干文报纸。2014年，吉尔吉斯斯坦回民协会与中国新闻社新疆分社合作增加《回民报》中国新疆版。

## 历史
1932年1月，东干文的第一份报纸《东火星》（Дун Хуәщир）出版；1939年停刊；1957年复刊，更名为《苏联回族报》（Сўлян хуэйзў бо）；1958年更名为《十月的旗》（Шийүәди чи）；1991年苏联解体后更名为《回民报》（Хуэймин бо）；2014年，又更名《中亚回民报》。